# 横浜市立桂台小学校
横浜市立桂台小学校（よこはましりつ かつらだいしょうがっこう）は、神奈川県横浜市栄区桂台南にある市立小学校。

## 沿革
- 1971年（昭和46年）
  - 横浜市立本郷小学校より分離独立する形で桂台小学校創立。
  - 鎌田正雄校長就任。
- 1974年（昭和49年）
  - 体育館完成。
  - B棟C棟完成。
- 1978年（昭和53年） - スプリンクラー設置。
- 1980年（昭和55年） - 創立10周年記念式典を行う。
- 1990年（平成2年） - 創立20周年記念式典を行う。
- 1995年（平成7年） - はまっ子ふれあいスクール開設。
- 2000年（平成12年） - 創立30周年記念式典を行う。
- 2020年（令和2年） - 創立50周年記念式典を行う。

## 行事
- 運動会
- かつらっこマラソンなど

## 交通アクセス
- 横浜栄高校経由桂台中央行きバス「桂台中央」下車

## その他
- 校章の桂の葉の15の波は、開校当時の学級数を意味している。

## 周囲の施設
- イトーヨーカドー
- 桂山公園
- 横浜歯科クリニック
- 横浜桂台郵便局
- 荒井沢市民の森
- 桂台ショッピングセンター
- 桂台グランボア